# Vedrovice, Znojmo
Vedrovice là một làng thuộc huyện Znojmo, vùng Jihomoravský, Cộng hòa Séc.